# Pixeline Skolehjælp: Engelsk – My name is Pixeline
 Pixeline Skolehjælp: Engelsk – My name is Pixeline  er det fjere spil i Pixeline Skolehjælp serien. Spillet er fra 2005 og er udgivet af Krea Media. 
Spillet starter med at Pixeline er på besøg hos sin ven krokodillen Ingolf som ejer en minigolfbane på øen Solø, han spiller golf sammen med næsehornet Bobby. En dag få Ingolf besøg af sin famillie fra England, så der skal bygges nye golfhuller. 
Det gøres ved at gå igennem nogle minispil, hvor man bl.a. skal skyde med golfbolde efter nogle bestemte farver, og få to talene golfbolde en på dansk og engelsk til at passe sammen. 
Til sidst skal man så bruge det man har lært i engelsk, da man skal stå i Ingolf kiosk og sælge ting til Ingolf familie som kun kan engelsk.